# I troppi
I troppi è una commedia di Vittorio Alfieri.
Con questa commedia di satira politica, Alfieri si rivolge contro la demagogia popolare. Egli stesso scrisse: «Lo scopo della commedia è la totale derisione dell'immaginaria democrazia e libertà d'Atene. L'intreccio sarà l'ambascieria stupida-vile-insolente di Atene al conquistatore dell'Asia».
Una sentenza di Sofocle, da Edipo a Colono, è citata come una sorta di sottotitolo: «Ragional Moltitudine imperante?»

## Trama
Un'ambasceria di dieci plebei, macellai o ciabattini, divisi in due schiere, l'una guidata da Demostene, l'altra da Eschine, entra nella reggia d'Alessandro in Babilonia, aspettando un'udienza per annunciargli che Atene lo ha eletto a suo Arconte perpetuo. I dieci fanno pompa di austerità repubblicana; anzi, dopo aver divorato una sontuosa cena e rubate due o tre tazze d'argento, esaltano la frugalità ateniese:
Ma viene loro comunicato che, se vogliono essere ricevuti dal re, dovranno, secondo l'uso persiano, prosternarsi alla sua presenza. Sorge per questo un gran diverbio fra i cinque oratori guidati da Demostene e gli altri, dei quali è capo Eschine. Costui, che mostra la necessità di piegarsi ai voleri del potente Alessandro, è ingiuriato da Demostene, il quale protesta che mai un ateniese si umilierà a tal segno dinanzi ad un mortale. Aristotele e Clito, greci essi pure, prendendo sul serio i magnanimi rifiuti di Demostene, pronto a cedere se lo pagheranno bene, cercano un mezzo di salvar capra e cavoli: i cortigiani ridono invece della sciocca superbia degli Ateniesi. Alessandro, desideroso di umiliare la repubblica tanto avversa a suo padre, finge di voler rispettare la dignità degli ambasciatori; costoro si prosterneranno quando esso apparirà, ma non a lui, bensì all'immagine di Pallade che porterà sull'elmo. Alcuni talenti dati a Demostene acquetano tutti gli scrupoli suoi e degli oratori, che all'udienza però s'avvedono d'esser stati beffati, giacché sull'elmo del re non risplende una Pallade, ma un enorme gufo che 
Fra le risate ed il tumulto dei Persiani e dei Macedoni Demostene espone il motivo dell'ambasceria; Alessandro ne è in pari tempo offeso e lusingato; ma in lui il filosofo la vince questa volta sul conquistatore ed invita a banchettare i due capi: Eschine e Demostene. Ed ecco, a mezzo il convito, presieduto dal re ed a cui siedono Aristotele, Efestione, Clito, Antipatro ed un indiano filosofo, Calano, sorgere un litigio fra Clito ed Alessandro: Clito trascende nei motteggi, ed il re, cui l'ira fa velo alla mente, lo uccide:
Demostene spaventato non vuol trattenersi un istante di più nella reggia, che suona dei lamenti del pentito monarca.
Gli oratori si preparan quindi a partire, ed avviliti, derisi, disprezzati come ladri e vigliacchi, tornano ad Atene.
Efestione: E al diavol, spero, Atene.
Aristotele: Li fa esser tali il popolar governo.
Antipatro: Durato han troppo.
Efestione: E rei son troppo.
Antipatro: E Troppi.»
(Atto V, Scena Ultima)